# Diecezja Uberlândii

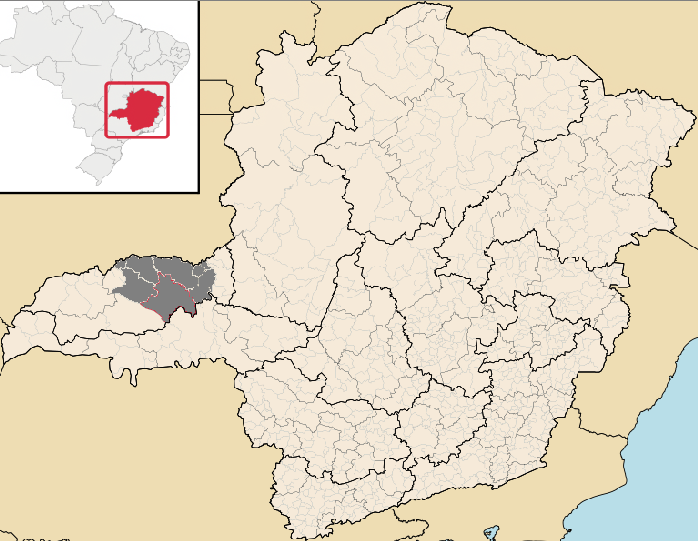
Diecezja Uberlândia.

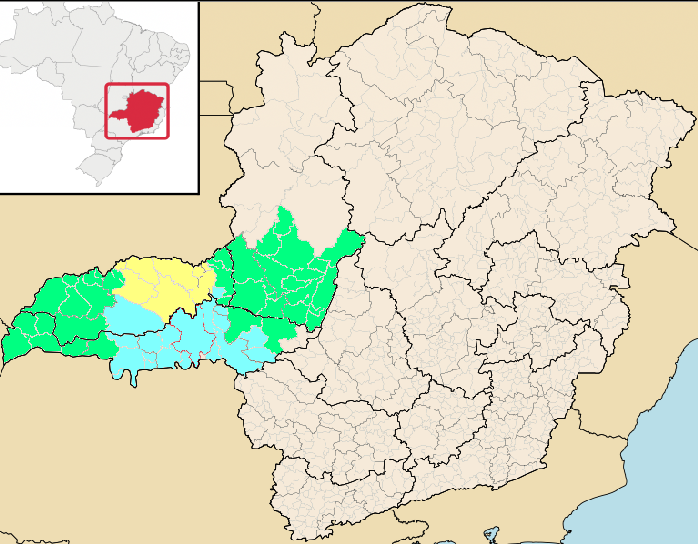
Ecclesiastical Province of Uberaba.

Regional CNBB Leste 2.

Diecezja Uberlândii (łac. Dioecesis Fertiliensis) – diecezja Kościoła rzymskokatolickiego w Brazylii. Należy do metropolii Uberaba i wchodzi w skład regionu kościelnego Leste II. Została erygowana przez papieża Jana XXIII bullą Animorum Societas w dniu 22 lipca 1961.